# Herrarnas ringar i gymnastik vid olympiska sommarspelen 1976
Herrarnas ringar i gymnastik vid olympiska sommarspelen 1976 avgjordes den 18-23 juli i Montreal Forum.

## Medaljörer
| Gren             | Guld                            | Silver                           | Brons                |
| Herrarnas ringar | Nikolaj Andrianov Sovjetunionen | Aleksandr Ditiatin Sovjetunionen | Danuţ Grecu Rumänien |

## Resultat

### Final
| Placering | Gymnast                  | C     | O     | Kval  | Final | Totalt |
| --------- | ------------------------ | ----- | ----- | ----- | ----- | ------ |
|           | Nikolaj Andrianov (URS)  | 9,800 | 9,900 | 9,850 | 9,800 | 19,650 |
|           | Aleksandr Ditiatin (URS) | 9,600 | 9,900 | 9,750 | 9,800 | 19,550 |
|           | Danuţ Grecu (ROU)        | 9,650 | 9,850 | 9,750 | 9,750 | 19,500 |
| 4         | Ferenc Donath (HUN)      | 9,550 | 9,750 | 9,650 | 9,550 | 19,200 |
| 5         | Eizo Kenmotsu (JPN)      | 9,550 | 9,700 | 9,625 | 9,550 | 19,175 |
| 6         | Sawao Kato (JPN)         | 9,450 | 9,800 | 9,625 | 9,500 | 19,125 |